# Tesáre
Tesáre (Hongaars: Nyitrateszér) is een Slowaakse gemeente in de regio Nitra, en maakt deel uit van het district Topoľčany.
Tesáre telt 719 inwoners.